# 다케우치 다이
다케우치 다이(일본어: 武内 大, 1992년 5월 31일 ~ )는 일본의 전 축구 선수이다.

## 구단 경력
과거 V-파렌 나가사키에서 활동하였다.